# لهمامدة (حوزية)
لهمامدة هي إحدى مشيخات المملكة المغربية، تتبع جغرافيا لإقليم الجديدة وإداريًا لحوزية. يقدر عدد سكانها بـ 13008 نسمة حسب الإحصاء الرسمي للسكان والسكنى لسنة 2004.